# Ferdinand Velc
Ferdinand Velc (Vinařice, 27 juli 1864 - Sarajevo, 1 juli 1920) was een Tsjechisch kunstschilder, fotograaf, etnograaf en tekenleraar. Hij was een van de pioniers in de etnografie en tevens in de monumentenzorg in de streek van Slaný.

## Biografie

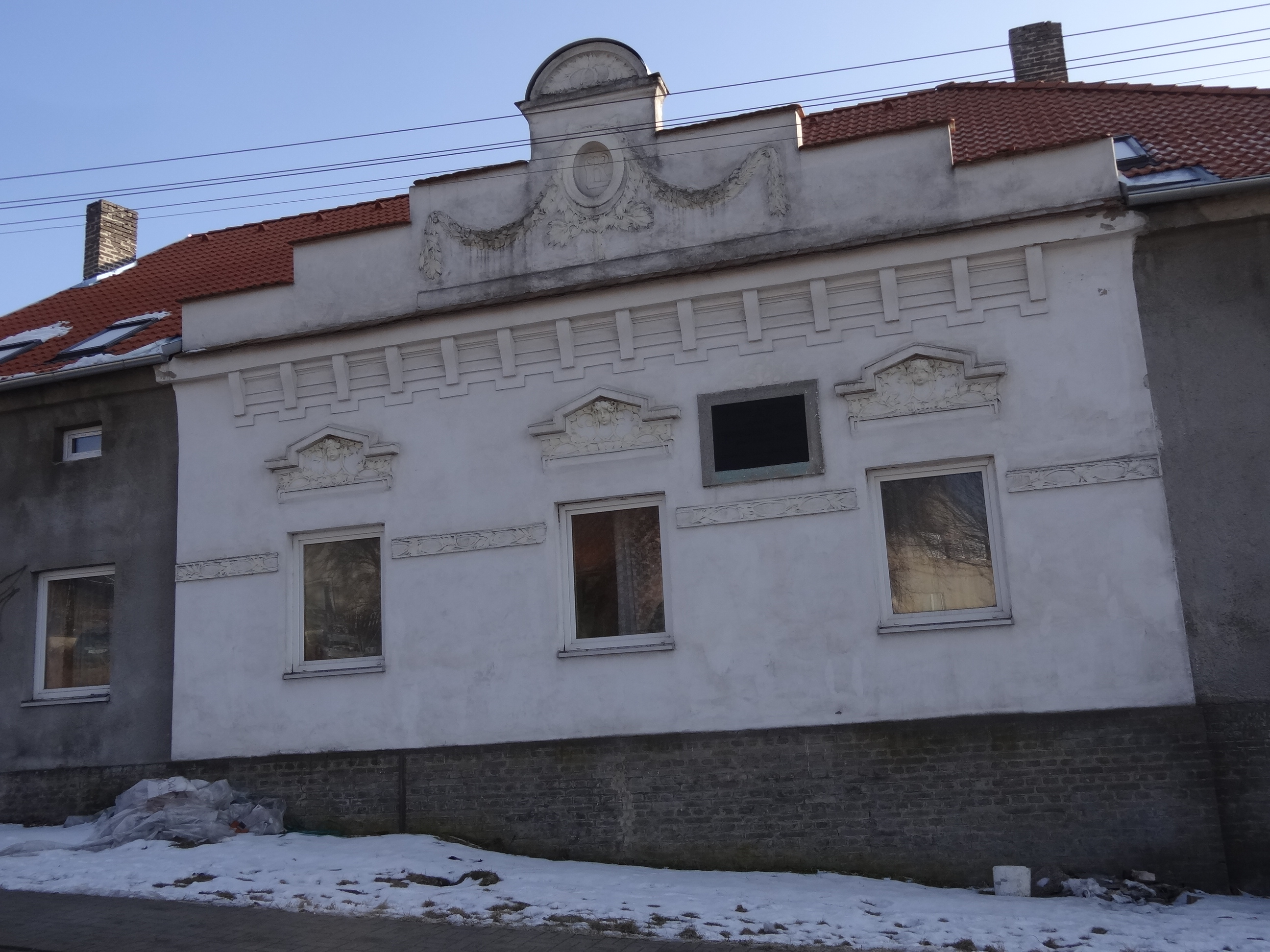
Geboortehuis van Velc in de Družstevnístraat

Velc werd in Vinařice geboren als zoon van een timmerman en later mijnopzichter. Ferdinand Velc doorliep de Volksschool in Pchery en de Stadsschool in Louny. Vanaf 1880 studeerde hij aan de Academie voor Schone Kunsten in Praag en van 1885 tot 1888 de Academie voor Schone Kunsten in München. Na zijn studie woonde Velc in Slaný, waar hij als tekenleraar en kunstschilder werkte. Hij maakte voornamelijk portretten, landschappen en religieuze schilderijen. Velc' schilderijen werden tentoongesteld op de Provinciale Tentoonstelling in Praag van 1891. Qua landschappen was hij voornamelijk geïnteresseerd in het vastleggen van het plattelandsleven en monumenten. Ook werkte hij geregeld samen met de eveneens uit Slaný afkomstige fotograaf en etnograaf František Duras, en maakte portretten van alle dorpen in de regio voor de Tsjechoslowaakse Etnografische Tentoonstelling in Praag van 1895. In 1893 bracht Velc ook enkele maanden door in Postřekov en plaatsen in de buurt van Chodsko, die hij ook op doek vastlegde.
Velc kon geen vaste aanstelling in Bohemen vinden, dus accepteerde hij in 1895 een aanbod om professor in de tekenkunst te worden aan het Real Gymnasium in de Bosnische hoofdstad Sarajevo. Hij bleef daar de rest van zijn leven werken. In 1904 publiceerde hij een uitgebreide inventarisstudie genaamd Inventaris van historische en artistieke monumenten in het politieke district Slánsko (het district waar onder andere Slaný deel van uitmaakt), voorzien van veel zelfgemaakte foto's en schetsen. Omdat Velc voornamelijk kunstenaar was en geen professioneel historicus, vertoonde het werk volgens experts een aantal onnauwkeurigheden in vergelijking met eerder verschenen studies uit de Monumenteninventaris. Desalniettemin zijn experts het er ook over eens dat de inventaris buiten de onnauwkeurigheden om waardevolle documentatie bevat, vooral omdat er ook monumentale gebouwen en interieurs instaan die sinds het samenstellen van de studie verdwenen zijn. 
In 1907 publiceerde Velc de Gids voor Bosnië en Herzegovina, voorzien van veel zelfgemaakte foto's. In 1920 was hij van plan terug te keren naar Tsjechië, maar hij kwam op 1 juli dat jaar in Sarajevo bij een gewelddadige overval om het leven.

## Galerij

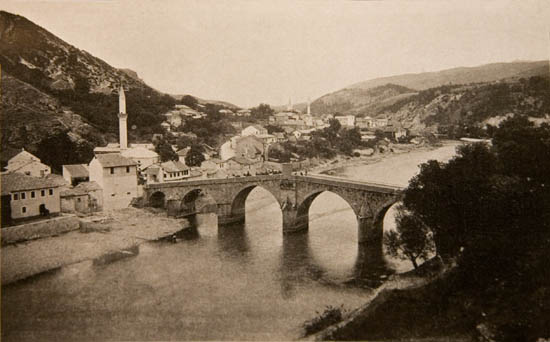
Brug over een rivier (foto van Velc)
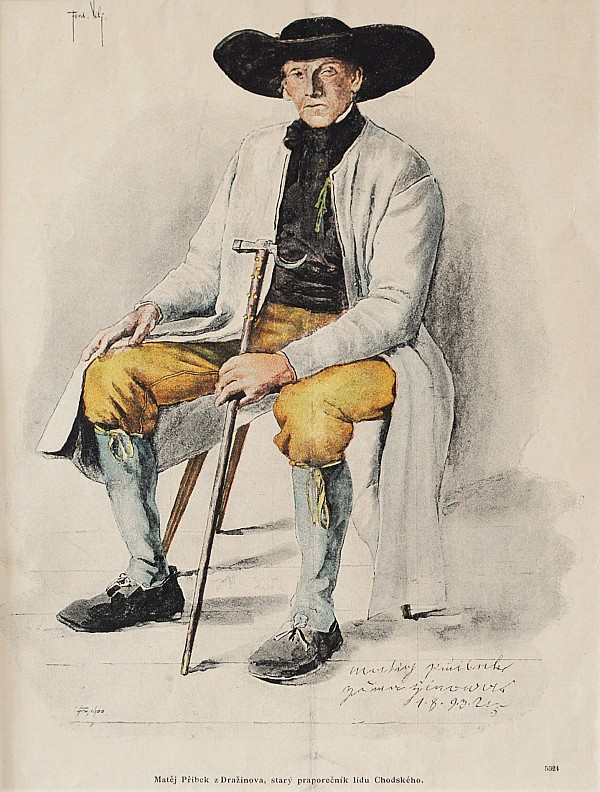
De oude vaandeldrager uit Chodsko (portret van Velc)
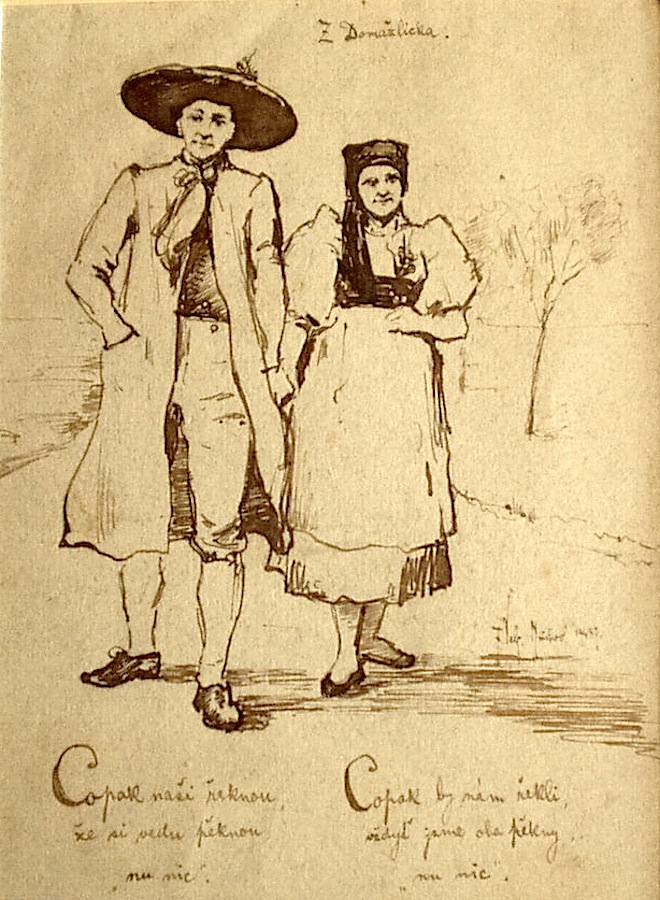
Pentekening van Velc